# GeoGuessr
GeoGuessr是一款地理发现型网页游戏，由瑞典IT顾问安东·瓦伦于2013年5月9日发布。 遊戲會將玩家放置到一個半随机的谷歌街景地点，要求玩家只通过有限的线索来猜测图片中的位置。

## 创立
GeoGuessr的创立者安东·瓦伦热衷于在谷歌街景上查看遙遠的地方，以及查看街景地图时身临其境的感觉，因此他花了几个月开发了这款游戏。游戏使用 Backbone.js 的 JavaScript 库和 Google地图 API 3.0版来运行。
2013年5月10日，瓦伦将完成的游戏发布到了 Google Chrome Experiments 上。

## 游戏玩法
GeoGuessr通过半随机算法将玩家放置在世界各地。这些地点仅限于Google街景服務覆蓋範圍，不包含部分亚洲、大部分非洲、部分南美洲及亚马逊盆地，澳大利亚中部、内陆大部分地区、俄罗斯大部分北极地区及绝大部分南极地区。
GeoGuessr 的游戏畫面除了街景图片和指南针之外，没有提供任何訊息。玩家需通过诸如道路标志、植被、商业、气候和地标等信息来确定位置。玩家也可以通过移動、平移、縮放街景畫面得到更多資訊。玩家需要在可缩放的地图标记，提交答案後會顯示出正確的地理位置，并根据玩家的猜测位置与正確位置的距离来给玩家評分，評分范围在0到5000分之间。如果猜测结果在正确位置的150米范围内，则得满分。每局游戏共五個地點，最高可以得到25,000分。除了世界范围随机地点外，玩家还可以选择其他地圖，如著名景点或特定国家的随机地点。该游戏还允许付费者创建地图，并体验其他使用者创建的地图，提高会员的体验，增加游戏的竞争力。
自2024 年 2 月 1 日起，需要訂閱才能遊玩，不付费者仅可试玩。
其他模式包括：
- Single player：玩家周遊各個國家、城市，同時可以得到線索
- Duels：一對一的比賽[14]
- Team Duels：兩隊之間的比賽，每隊兩人[15]
- Battle Royale：大逃殺

- Streaks：連續辨認國家或美國各州直到錯誤

## 比賽
已經舉辦了兩次GeoGuessr世界盃。

## 反响
GeoGuessr 受到了媒体的好评，评论家认为它玩法简单，令人上瘾。这个游戏也被称赞为一种教育工具，还出现了一些关于GeoGuessr的课堂练习。

## 社群
2021年期间，由于街景图片解析度差，GeoGuessr 社群的几个人联系了谷歌地图的贡献者，如桑给巴尔街景项目、 GridPacific项目和不丹旅游理事会，要求他们删除图片并停止他们的工作。